# Bund Reichskriegsflagge
Bund Reichskriegsflagge eller Verband Reichskriegsflagge var en tysk paramilitär organisation, grundad av Ernst Röhm 1923.
Officiellt var Joseph Seydel ledare, men det var Röhm som drog i trådarna. Den 25 september 1923 övertog Adolf Hitler den politiska ledningen. Bund Reichskriegsflagge deltog i den misslyckade Ölkällarkuppen i november 1923 och förbjöds kort därefter. År 1925 nygrundades Bund Reichskriegsflagge men införlivades inom kort i Tannenbergbund, som hade grundats av Erich Ludendorff samma år.

### Webbkällor
- ”Reichskriegsflagge, 1923–1925”. Historisches Lexikon Bayerns. http://www.historisches-lexikon-bayerns.de/artikel/artikel_44580. Läst 15 juli 2015.